# Perisades IV Filomètor
Perisades IV Filomètor (grec antic: Παιρισάδης Φιλομήτωρ) va ser rei del Bòsfor Cimmeri.
Va regnar cap a la segona meitat del segle ii aC, entre els anys 170 aC i 150 aC, o del 150 aC al 125 aC. Era fill de Perisades II i de la reina Camasària. Després de la mort del seu pare, l'any 170 aC o 150 aC, Perisades IV va regnar conjuntament amb la seva mare la reina Camasària, i en aquesta època va incorporar al seu nom l'epítet Filomètor (Φιλομήτωρ, 'que estima la mare') com el seu contemporani el làgida Ptolemeu VI.
Després de la mort de Perisades IV, no és gaire clara la línia de successió. Podria ser el pare d'Espàrtoc VI, i de Leucó III, i un dels dos el pare de Perisades V, o podria ser que Perisades V fos directament un fill seu.